# Рожек-Кшимовський
Рожек-Кшимовський (пол. Rożek Krzymowski) — село в Польщі, у гміні Кшимув Конінського повіту Великопольського воєводства.